# 波羅的海啤酒

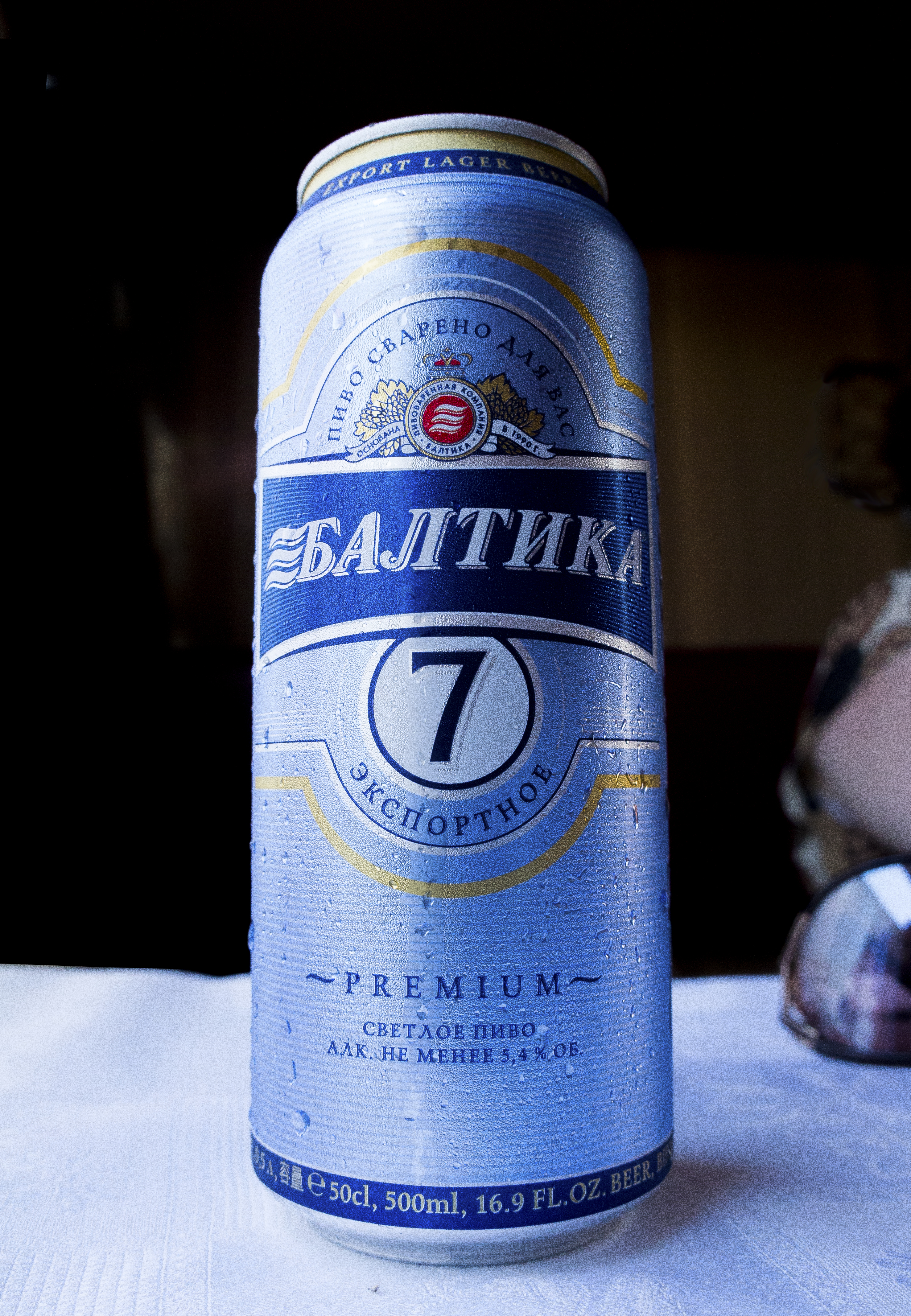
波羅的海七號啤酒

波羅的海啤酒（俄语：Ба́лтика）俄羅斯一個啤酒品牌，源於聖彼得堡。是歐洲第二大啤酒生產商，佔俄羅斯啤酒市場達38%。目前由嘉士伯持有。

## 历史
1990年由兩名阿富汗出生的俄羅斯人創立，1992年私有化，1993年成為開放型股份公司。2001年9月在俄羅斯交易系統上市，2001年1月市值已達到13億美元。
2006年吞併了三家啤酒廠。2008年被嘉士伯收購，並於2012年從莫斯科證券交易所除牌。
波羅的海啤酒旗下有超過三十種啤酒、九種無酒精飲料，在俄羅斯98%的銷售點有售，並出口到包括中國在內的超過六十個國家和地區。
波羅的海啤酒在聖彼得堡、圖拉、頓河畔羅斯托夫、薩馬拉、哈巴羅夫斯克、雅羅斯拉夫爾、沃羅涅日、車里雅賓斯克、克拉斯諾亞爾斯克、新西伯利亞，以及阿塞拜疆的巴庫設有廠房，並擁有兩座自家製麥廠。
波羅的海的啤酒的特色是以0至9編號，0號為無酒精啤酒，9號酒精濃度最高，達8%。